# Metal Lords
A Metal Lords 2022-ben bemutatott amerikai dráma filmvígjáték, amelyet Peter Sollett rendezett.  A főbb szerepekben Jaeden Martell, Isis Hainsworth, Adrian Greensmith, Brett Gelman, Noah Urrea és Joe Manganiello látható.
Amerikában és Magyarországon 2022. április 8-án mutatták be a Netflixen.

## Cselekmény
A metálos Hunter Sylvester legjobb barátjával, az introvertált Kevin Schliebbel jammel, aki egyelőre csak egyetlen dobon játszik az iskola menetzenekarában. A menetzenekar próbáján (Chuck Klosterman az érzékeny zenekarvezető szerepében) Kevin szemtanúja lesz annak, hogy az érzékeny skót diák, Emily teljesen összeomlik, és kilép a zenekarból, mert nem ért a klarinéthoz.
Később Kevin elvonszolja Huntert egy buliba Clay Moss házába, és megpróbál "normálisan" viselkedni, miközben Hunter úgy érzi, hogy nincs a helyén. Kevin berúg és flörtöl Kendallal, míg Hunter összeveszik a sportoló Rocky "Skip" Hoffmannal. Ezután Hunter felfedezi, hogy az iskola "zenekarok csatáját" rendezi, ami arra készteti, hogy feliratkozzon a saját és Kevin Skullfucker nevű zenekarával. Hunter ellopja apja AMEX kártyáját, és 13 500 dollárért vásárol felszerelést, köztük egy teljes dobfelszerelést. Kevin fárasztó, napi gyakorlásra rendezkedik be iskola után, és hallás után tanulja meg Hunter lejátszási listáit; észreveszi, hogy Emily ugyanilyen odaadással ügyes csellójátékos. Kölcsönös érdeklődés alakul ki közöttük, ami arra készteti Kevint, hogy odaadja neki a Hunter által "házi feladatként" ráosztott metál dalok lejátszási listájának egy példányát. Eközben Hunter basszusgitárosokat hallgat meg, hogy kiegészítse a triót, de nem jár sikerrel, és sorozatosan összetűzésbe kerül Skippel.
Kevin sikertelenül próbálja Emilyt az új basszusgitárosuknak ajánlani Hunternek. Ezután felhívja őt, hogy bocsánatot kérjen Hunter viselkedése miatt, és végül a furgonjában szexelnek. Kevin és Emily egy párt alkotnak, ami feldühíti Huntert, aki úgy véli, hogy ő lesz az ő "Yoko Onojuk". Miközben Kevin küszködik, hogy megfeleljen Hunter profi szintű elvárásainak, Clay hallja Kevint gyakorolni, és azonnal felismeri a rendkívül fejlett képességeit és "intenzív" dobolási stílusát; mivel Mollycoddle dobosa elvonón van, beszervezi Kevint egy fellépésre a nővére esküvőjére. A beszédórán Hunter addig gúnyolja Emilyt, amíg az rátámad, és közben összetöri a gitárját. Ezek a tények veszekedéshez vezetnek Hunter és Kevin között, aki elhagyja a Skullfucker-t.
Miközben Kevin az esküvőn lép fel, Hunter megpróbálja megzavarni azt, hogy visszahozza őt a Skullfuckerbe, így letartóztatják birtokháborításért. Ezt követően Clay megdicséri Kevint kivételes közreműködéséért, különösen azért, mert rövid idő alatt elsajátította az anyagot, és fejlett technikájából fakadóan ízléssel emelte az eredeti popzenét. Clay meghívja őt, hogy lógjon ki, és csatlakozzon végleg Mollycoddle-hez a zenekarok csatáján, amit Kevin vonakodva elfogad.
Kendall behívja a részeg Kevint a medencébe, és flörtöl vele. Miközben csókolóznak, lelkiismerete a heavy metal zenészek, Scott Ian, Tom Morello, Kirk Hammett és Rob Halford formájában materializálódik. Halford ráébreszti Kevint, hogy szereti Emilyt, és visszamegy hozzá. Huntert is hiányolja, és rájön, hogy apja büntetésből elvonóra küldte. Hunter rájön, hogy a klinikát Dr. Troy Nix, a Killoton metálzenekar híres szólógitárosa és egykori Battle of the Bands-bajnok vezeti. Nix elmagyarázza, hogy a Killoton részben az alkoholfogyasztása miatt oszlott fel, ami arra késztette, hogy rendbe hozza az életét, orvos legyen, és segítsen más függőknek. Bár Hunter alkalmas az elbocsátásra, a klinika szabályzata miatt ez csak hétfőn történhet meg.
Kevin elszökteti Huntert és Mollycoddle dobost a klinikáról. Dr. Nix szökés közben rájuk talál, de elengedi őket, miután Hunternek ad egy jobb gitárpengetőt. Hunter és Kevin elmennek Emilyhez, Hunter bocsánatot kér és meghívja őt csellistának, de ő visszautasítja őket, mivel nem érzi magát késznek.
A bandák csatáján Kevin bocsánatot kér Claytől, és Mollycoddle immár józan dobosát mutatja be helyette. Amikor Kevin és Hunter duóként készülnek fellépni, Emily csatlakozik hozzájuk egy elektromos csellóval és gótikus metál felszerelésbe öltözve. Éppen mielőtt színpadra lépnének, Swanson igazgató figyelmezteti őket, hogy a "Koponyabuzer" név nem illik az eseményre, így Emily kénytelen gyorsan átnevezni a nevet Koponyavirágra. A kezdeti szkepticizmus ellenére a fellépésük megnyeri a közönséget. Egészen addig, amíg egy részeg Skip ki nem botlik a mosh pitből, és Huntert a szólója közepén belelöki az erősítőbe. Az erősítője elromlik és eltörik a lába.
Később a zenekar az újságban olvassa, hogy a fellépésük vírus lett, annak ellenére, hogy elvesztették a bandák csatáját, és a Mollycoddle mögött a második helyen végeztek. Arra a következtetésre jutnak, hogy ők a verseny erkölcsi győztesei, mivel ők voltak a headlinerek, az egész közönség imádta őket, és énekelték az eredeti daluk refrénjét, és az újság címlapján landoltak. Újult erővel és bajtársiassággal kezdenek gyakorolni.

## Szereplők
| Szerep        | Színész           | Magyar hang     |
| ------------- | ----------------- | --------------- |
| Kevin         | Jaeden Martell    | Nagy Gereben    |
| Emily         | Isis Hainsworth   | Tamási Nikolett |
| Hunter        | Adrian Greensmith | Kenéz Ágoston   |
| Dean Swanson  | Sufe Bradshaw     |                 |
| Clay          | Noah Urrea        | Baráth István   |
| Kendall       | Analesa Fisher    | Laudon Andrea   |
| Lisa          | Michelle Fang     |                 |
| Skip          | Phelan Davis      | Hám Bertalan    |
| Dr. Sylvester | Brett Gelman      | Törköly Levente |
| Dr. Troy Nix  | Joe Manganiello   | Zöld Csaba      |

### Magyar változat
- Magyar szöveg: Borsos Dávid
- Hangmérnök: Halas Péter
- Vágó: Győrösi Gabriella
- Gyártásvezető: Vigvári Ágnes
- Szinkronrendező: Szalay Csongor
- Produkciós vezető: Fekete Márk

A szinkront a Direct Dub Studios készítette el.

## A film készítése
A filmet Portlandben forgatták. Az iskolai jeleneteket a Parkrose Middle Schoolban és a Parkrose High Schoolban vették fel, míg a bandák csatáját a Revolution Hallban forgatták.